# DaBaby
DaBaby, wcześniej Baby Jesus, właśc. Jonathan Lyndale Kirk (ur. 22 grudnia 1991 w Cleveland) – amerykański raper z Charlotte w Karolinie Północnej. Po wydaniu kilku mixtape’ów w latach 2014–2018, DaBaby zyskał popularność w mainstreamie w 2019 roku.

## Kariera
Jego debiutancki album studyjny Baby on Baby (2019) zadebiutował na siódmym miejscu na liście Billboard 200, podczas gdy jego drugi album studyjny, Kirk (2019), zadebiutował na pierwszym miejscu. Pierwszy album zawierał przebój „Suge”, podczas gdy drugi zawierał piosenki „Intro” i „Bop”. Jego trzeci album studyjny, Blame It on Baby (2020), stał się jego drugim z rzędu albumem numer jeden w USA. Zawierał również piosenkę, która znalazła się na najwyższych listach przebojów, „Rockstar” z udziałem Roddy’ego Riccha, piosenka spędziła siedem nie następujących po sobie tygodni na pierwszym miejscu listy Billboard Hot 100.

## Życie prywatne
Kirk jest obecnie ojcem kilku dzieci. Najstarszy syn, Caleb (ur. 2014) jest przybranym dzieckiem. Poza tym posiada on trzy córki - Serenity (ur. 2017), Nova (ur. 2020) oraz kolejną, której imię nie zostało podane publicznie (ur. 2021). Każda z nich ma inną matkę.
Ojciec rapera nie żyje, zmarł w 2019. Rok później, w wyniku postrzelenia, odszedł również jego brat Glen Johnson (ur. 1986).
W trakcie prezydenckiej kampanii wyborczej w 2020 poparł kandydaturę innego rapera, Kanye Westa.
Jego poglądy religijne nie są do końca jasne. We wcześniejszych latach uważał się za muzułmanina, jednak w 2019 wyznał, że jest on "pokryty krwią Chrystusa", co można interpretować jako nawrócenie się na chrześcijaństwo.

## Problemy z prawem
W 2018 DaBaby wziął udział w incydencie w jednym ze sklepów sieci Walmart, w którym zabił 19 letniego Jalyna Craiga. Policja po przejrzeniu nagrania z monitoringu oczyściła go jednak z zarzutu morderstwa uzasadniając, że działał on w samoobronie, ponieważ nastolatek stwarzał zagrożenie dla dzieci i żony rapera. Oskarżono go jedynie o przenoszenie schowanej broni.
Pod koniec 2019 został on oskarżony o posiadanie marihuany. W czasie zatrzymywania go przez funkcjonariuszy miał on stawiać opór i opóźniać procedurę przewożenia go na komisariat. Już w następnym tygodniu ponownie miał on problemy z prawem, gdyż zarzucono mu pobicie promotora muzycznego, który miał zapłacić raperowi zbyt małą kwotę za występ w Miami. Po incydencie wraz ze wspólnikami okradł on ww. promotora. Za karę policja zatrzymała go w areszcie na 48 godzin.
7 stycznia 2021 roku zatrzymano go w Beverly Hills pod zarzutem przenoszenia ukrytej oraz naładowanej broni. Został jednak wypuszczony już następnego dnia po uiszczeniu opłaty w wysokości 35 tys. dolarów.